# Joanna Skupińska
Joanna Skupińska – instruktorka harcerska, komendantka Centralnej Szkoły Instruktorskiej ZHP, członkini Głównej Kwatery ZHP ds. pracy z kadrą.
Związana z Hufcem ZHP Łagiewniki, w którym pełniła funkcje przybocznej i drużynowej 1 Gromady Zuchowej „Radosne Elfy”, drużynowej 109 Drużyny Harcerskiej „Szare Wilki” oraz komendantki 109 Szczepu „Wataha” w Jordanowie Śląskim. Zajmowała się też programem i kształceniem – była szefową zespołu programowego hufca i szefową zespołu kadry kształcącej hufca, zastępczynią komendanta hufca ds. programowych oraz ds. kształcenia. 
Od 2010 jest przewodniczącą hufcowej komisji stopni instruktorskich hufca, a od 2013 członkinią komisji stopni instruktorkich Chorągwi Dolnośląskiej ZHP.
Zajmowała się kształceniem na szczeblu chorągwianym, a w ostatnich latach – ogólnozwiązkowym, była członkinią Zespołu Kadry Kształcącej Chorągwi Dolnośląskiej ZHP. Od 2014 jest komendantką Centralnej Szkoły Instruktorskiej ZHP. Współtworzyła dokumenty ZHP dotyczące pracy z kadrą, nowe standardy kształcenia, organizowała kilkanaście ogólnopolskich zbiórek pracy z kadrą i wiele edycji warsztatów pracy z kadrą, letnie akcje szkoleniowe ZHP i zloty harcmistrzów, współorganizowała kilka edycji kursów harcmistrzowskich „Cogito”. Uczestniczyła w międzynarodowych kongresach i forach skautowych Światowej Organizacji Ruchu Skautowego. 
Pracowała w zespole ds. strategii rozwoju ZHP. Na XL Zjeździe ZHP 8 grudnia 2017 wybrana w skład Głównej Kwatery ZHP.
Jest architektem, absolwentką studiów na Wydziale Architektury Politechniki Wrocławskiej. Ukończyła kursy wychowawców, kierowników wypoczynku, trenerów młodzieżowych i liderów grup lokalnych.